# Śniadowo (gmina)
Śniadowo – gmina wiejska w województwie podlaskim, w powiecie łomżyńskim. W latach 1975–1998 gmina położona była w województwie łomżyńskim.
Siedziba gminy to Śniadowo.
Według danych z 31 grudnia 2011 roku gminę zamieszkiwało 5734 osób.

## Historia
Za Królestwa Polskiego gmina Śniadowo należała do powiatu łomżyńskiego w guberni łomżyńskiej. 13 października 1870 do gminy przyłączono pozbawione praw miejskich Śniadowo.

## Struktura powierzchni
Według danych z roku 2002 gmina Śniadowo ma obszar 162,59 km², w tym:
- użytki rolne: 77%
- użytki leśne: 17%

Gmina stanowi 12,01% powierzchni powiatu.

## Demografia
Według Powszechnego Spisu Ludności z 1921 roku gminę zamieszkiwało 4.408 osób, 4.000 było wyznania rzymskokatolickiego, 1 prawosławnego a 407 mojżeszowego. Jednocześnie 4.073 mieszkańców zadeklarowało polską przynależność narodową, 334 żydowską a 1 litewską. Na terenie gminy były 672 budynki mieszkalne.

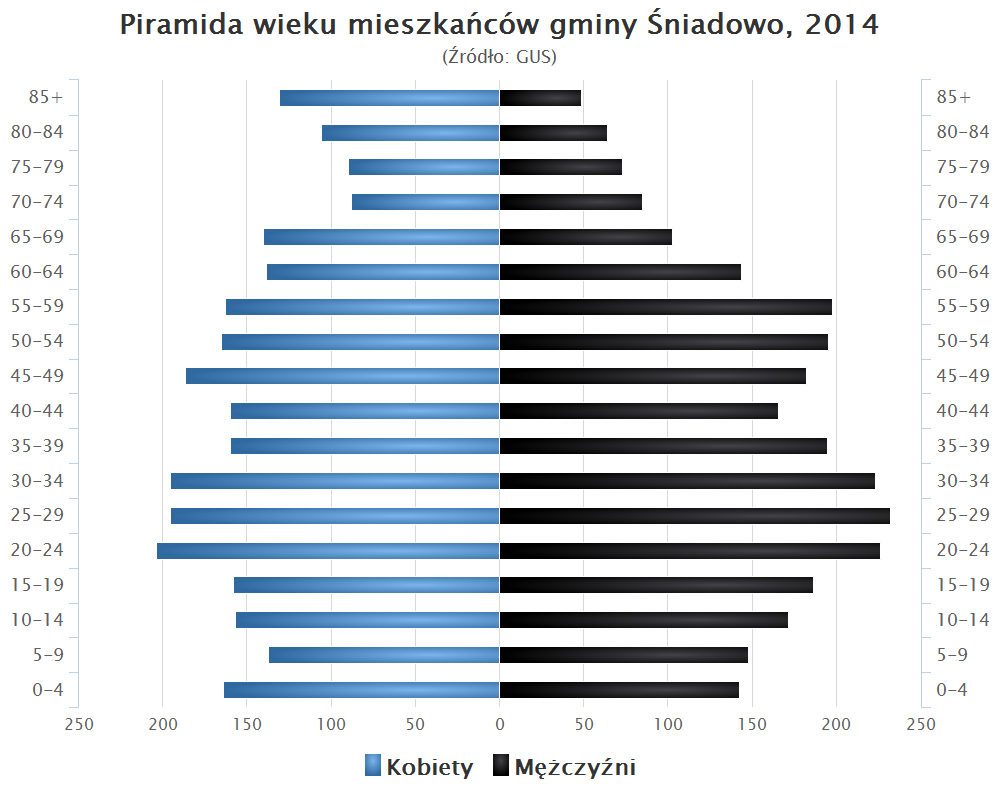
Piramida wieku mieszkańców gminy Śniadowo w 2014 roku

Dane z 30 czerwca 2004:
| Opis                              | Ogółem | Ogółem | Kobiety | Kobiety | Mężczyźni | Mężczyźni |
| --------------------------------- | ------ | ------ | ------- | ------- | --------- | --------- |
| jednostka                         | osób   | %      | osób    | %       | osób      | %         |
| populacja                         | 5685   | 100    | 2800    | 49,3    | 2885      | 50,7      |
| gęstość zaludnienia (mieszk./km²) | 35     | 35     | 17,2    | 17,2    | 17,7      | 17,7      |

## Gminy partnerskie
- Marklkofen  Niemcy

## Sołectwa
Brulin, Chomentowo, Dębowo, Duchny Młode, Grabowo, Jakać-Borki, Jakać Dworna, Jakać Młoda, Jastrząbka Młoda, Jemielite-Wypychy, Kołaczki, Konopki Młode, Koziki, Mężenin, Młynik, Olszewo, Osobne, Ratowo-Piotrowo, Sierzputy-Marki, Sierzputy Zagajne, Stare Duchny, Stara Jakać, Stara Jastrząbka, Stare Jemielite, Stare Konopki, Stare Ratowo, Stare Szabły, Strzeszewo, Szabły Młode, Szczepankowo, Śniadowo, Truszki, Uśnik, Uśnik-Dwór, Uśnik-Kolonia, Wierzbowo, Wszerzecz, Wszerzecz-Kolonia, Zagroby, Zalesie-Poczynki, Zalesie-Wypychy, Żebry, Żebry-Kolonia.

## Pozostałe miejscowości
Bagno, Doły, Jakać Borowa, Koryta, Stare Duchny, Śniadowo-Stara Stacja.

## Sąsiednie gminy
Czerwin, Łomża, Miastkowo, Stary Lubotyń, Szumowo, Troszyn, Zambrów (gmina wiejska)